# Vasco da Gama (Rio de Janeiro)
Vasco da Gama és un barri de la Zona Nord del municipi de Rio de Janeiro. Creat en homenatge al centenari del Club de Regatas Vasco da Gama, el 1998, és on es localitza la seu i el famós estadi del club, popularment conegut com a Estadi São Januário, en virtut del Carrer São Januário, que envolta l'estadi; abans formava part de l'est del São Cristóvão.
El seu IDH, l'any 2018, és de 0,833, el 64è millor de la ciutat del Rio de Janeiro (analitzat amb el barri de São Cristóvão).

## Història
S'estima que els primers colons van arribar a l'àrea on avui és Vasco da Gama al voltant de 1920, eren majoriatàrimament immigrants portuguesos. En funció d'això, avui es localitzen també dintre del barri algunes indústries i comerç, amb forta connexió portuguesa. Actualment està revitalitzada pel poder públic: l' àrea queda pròxima al Porto Maravilha.
El barri va ser creat a partir d'un projecte de llei del regidor Áureo Ameno, un radialista de Vasco en el primer mandat, i sancionat per l'alcalde Luiz Paulo Comte.
Fins llavors no es tenia la idea que fos un barri a part i la noció de barri Vasco da Gama va ser introduïda en aquell instant. El barri de São Cristóvão, sempre va ser considerat gran, i en virtut d'això, van ser utilitzades altres referències geogràfiques, entre les quals el Carrer São Januário, utilitzada com a referència en transports públics, i citada en la música El bonde de São Januário, de Wilson Batista i Ataulfo Alves. Aquest fet, juntament amb el centenari del club, va ser activador del desmembrament sofert per São Cristóvão.
El barri Vasco da Gama forma part de la regió administrativa de São Cristóvão. Aquesta regió administrativa integra a més els barris de Benfica, Mangueira i São Cristóvão.